# Stéphane Peterhansel

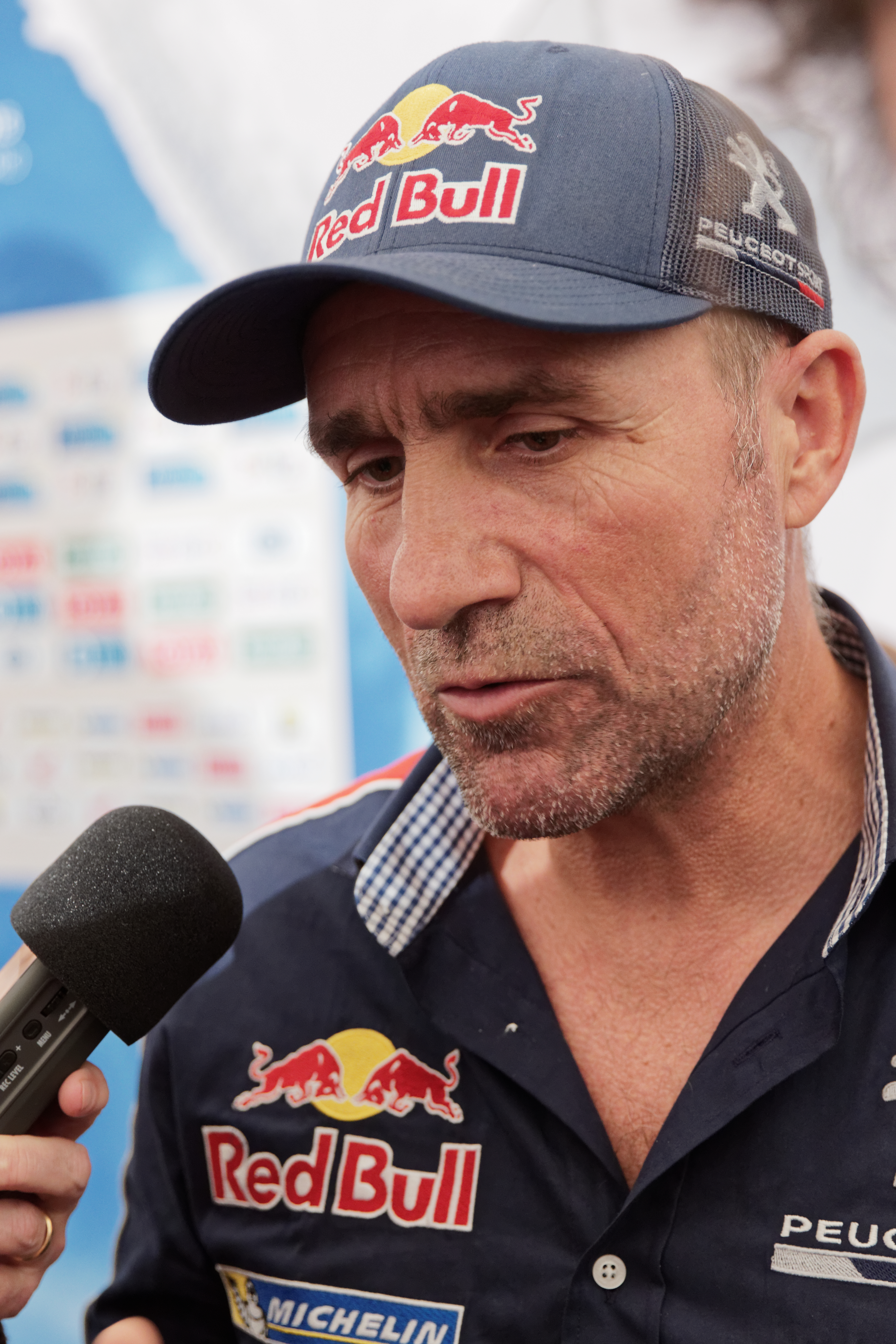
Stéphane Peterhansel (2015)

Stéphane Peterhansel (* 6. August 1965 in Échenoz-la-Méline bei Vesoul) ist ein französischer Rallye-Raid-Fahrer.

## Karriere
Peterhansel ist 14-maliger Sieger der Rallye Paris-Dakar, sechs Mal mit dem Motorrad, acht Mal bei den Autos. In den Jahren 1991, 1992, 1993, 1995, 1997 und 1998 gelang ihm der Sieg mit Yamaha in der Motorradwertung. Weiter war er 1997 und 2001 Enduro-Weltmeister. 1988 gewann er mit dem französischen Trophy-Team die Internationale Sechstagefahrt.
Danach bildete Peterhansel mit dem zwei Jahre älteren Auxerois Jean-Paul Cottret ein erfolgreiches Auto-Rallyeteam. 2004, 2005 und 2007 konnte er die Automobilwertung der Rallye Dakar mit Mitsubishi gewinnen. 2006 kollidierte er mit einem Baum, verlor dadurch seine Gesamtführung und wurde nur Vierter, sein Teamkollege Luc Alphand gewann.
Bei der Rallye Dakar 2009 hatte Peterhansel mit dem überhitzenden Motor seines Racing Lancer zu kämpfen. Nachdem er schon zweimal einen Motorbrand hatte löschen müssen, schied er kurze Zeit später endgültig aus.
Im Juni 2009 wechselte er zum hessischen X-Raid-Team. Bei der Rallye Dakar 2010 und der Rallye Dakar 2011 belegte er mit seinem BMW X3 als bester Nicht-VW-Pilot jeweils den vierten Platz in der Gesamtwertung der Autos hinter den VW Race Touaregs. Bei der Rallye Dakar 2012 und der Rallye Dakar 2013 feierte Peterhansel in einem MINI All4 Racing jeweils den Gesamtsieg. 2014 wurde er Zweiter. Peterhansel hatte 50 Minuten Rückstand auf seinen Wohnwagen-Genossen Nani Roma und konnte bis auf fünf Minuten aufholen. Danach gab es jedoch eine Stallorder, um das Risiko eines Ausfalls zu vermindern, und Roma, der Peterhansel einige Male bei dieser und der vorhergehenden Rally ausgeholfen hatte, gewann. Ende Mai 2014 trennten sich das X-Raid-Team und Peterhansel, obwohl der Vertrag noch den Start bei der Dakar 2015 beinhaltet hätte. 2015 startete Peterhansel für das „Team Peugeot Total“, dem Werksteam von Peugeot. Er belegte Platz 11 in der Gesamtwertung. Bei der Rallye Dakar 2016 passte für den Franzosen wieder alles zusammen, wieder mit Peugeot am Start gewann er die Autowertung und holte sich seinen insgesamt 12. Dakar-Erfolg (Motorrad und Auto). Im Jahr darauf siegte er wieder auf Peugeot, profitierte aber nach einem Unfall auf der zehnten Etappe von einer Zeitgutschrift der Jury. 2021 gewann er die Rallye Dakar in Saudi-Arabien auf einem Mini und feierte seinen insgesamt 14. Dakar-Sieg. Für 2022 wurde Peterhansel für Audi verpflichtet und tritt mit einem Audi RS Q e-tron Hybrid-Fahrzeug an.
Stéphane Peterhansel ist seit 2018 verheiratet mit Andrea Peterhansel und lebt derzeit im schweizerischen Montana.